# Timo Gebhart
Timo Gebhart (ur. 12 kwietnia 1989 w Memmingen) – niemiecki piłkarz występujący na pozycji pomocnika. Jest wychowankiem TSV 1860 Monachium. Mierzący 182 cm wzrostu zawodnik od 2016 roku występuje w klubie Hansa Rostock. Z reprezentacją U-19 zdobył Mistrzostwo Europy w 2008 roku.